# Oscillator
Oscillation er processen en periodisk variation, typisk over tid. Et simpelt eksempel er et mekanisk svingende pendul og en gynge.
Termen vibration bliver for det meste anvendt mere snævert og betyder så en mekanisk oscillation, men vibration anvendes nogle gange synonymt med oscillation.
En oscillator er den praktiske implementation af et system, som kan udføre oscillation.
En harmonisk oscillator er en oscillator hvis hovedstørrelser svinger med en funktion som følger en sinus-kurve.